# Lista över damsingelsegrare i Franska internationella mästerskapen i tennis 1912-1924
Listan avser den internationella tennisturnering för amatörer som spelades på grusbanor i Paris 1912-24. Turneringen gick under beteckningen (på engelska) "World Hard Court Championships". Turneringen gick 1925 upp i Franska internationella tennismästerskapen för amatörer (sedermera Franska öppna) som det året öppnats för spelare av alla nationaliteter. Lista över herrsingelsegrare ej tillgänglig?

## Lista
| År   | Mästare              | Finalmotståndare        | Resultat      |
| 1912 | Marguerite Broquedis | Mieken Rieck            | 6-3, 0-6, 6-4 |
| 1913 | Mieken Rieck         | Marguerite Broquedis    | 6-4, 3-6, 6-4 |
| 1914 | Suzanne Lenglen      | Germaine Golding        | 6-2, 6-1      |
| 1915 | Spelades inte        |                         |               |
| 1916 | Spelades inte        |                         |               |
| 1917 | Spelades inte        |                         |               |
| 1918 | Spelades inte        |                         |               |
| 1919 | Spelades inte        |                         |               |
| 1920 | Dorothy Holman       | Francisca Subirana      | 6-0, 7-5      |
| 1921 | Suzanne Lenglen      | Molla Mallory           | 6-2, 6-3      |
| 1922 | Suzanne Lenglen      | Elizabeth Ryan          | 6-3, 6-2      |
| 1923 | Suzanne Lenglen      | Kathleen McKane Godfree | 6-3, 6-3      |
| 1924 | Spelades inte        |                         |               |